# Gouaux-de-Larboust
 Gouaux-de-Larboust  es una población y comuna francesa, en la región de Mediodía-Pirineos, departamento de Alto Garona, en el distrito de Saint-Gaudens y cantón de Bagnères-de-Luchon. En sus proximidades se encuentra la estación de esquí de Peyragudes.

## Demografía
| 73 | 74 | 88 | 46 | 67 | 65 |
| Para los censos de 1962 a 1999 la población legal corresponde a la población sin duplicidades (Fuente: INSEE [Consultar]) |    |    |    |    |    |